# Ado Ekiti
Ado Ekiti (zwane także Ado) to miasto w południowo-zachodniej Nigerii, stolica stanu Ekiti. Liczy ok. 465 tys. mieszkańców (2016). 
Miasto jest zamieszkane przeważnie przez Jorubów.
W tym mieście uprawia się maniok oraz bawełnę, produkuje się tu również buty. Siedziba uczelni Ekiti State University, lokalnych stacji radiowych oraz stacji telewizyjnej.